# Dirk Jansz. van Dam
Dirk Jansz van Dam (Hoorn, 1705 - aldaar, 1784) was een achttiende-eeuwse Nederlandse astronoom, wiskundige en almanakberekenaar van zon-, maan- en waterstanden in almanakken. Tevens was hij voor de VOC examinator in de stad Hoorn.

## Betekenis
Hij was een zoon van Jan Albertsz. van Dam en familie van Dirck Rembrantsz. van Nierop en heeft meer dan driehonderd almanakken op zijn naam staan.

## Boeken
- De nieuwe Hoornse Schatkamer 1758

## Almanakken
- Enkhuyser almanach, Wed. C. Stichter Amsterdam 1750 UBA
- Oprechte Zierikzeese almanach P.van Braam Dordrecht 1756 Stadsarchief Dordrecht
- Koopmans comptoir almanach Wed. G. de Groot Amsterdam 1757 Nederlandsch Economisch Historisch Archief Amsterdam
- VOC Geertruida comptoir almanach Wed.C.Stichter Amsterdam 1758 Asher Antiquair Rare Books IJmuiden
- Amsterdamse almanach Wed.C.Stichter Amsterdam 1761 UBA
- Middelburgse wachtalmanach A. Callenfelds Middelburg 1762
- Rotterdam P.v.Bezooyen almanach D.v. Zwaamen Rotterdam 1764
- Rotterdamse VOC almanach D.v.Zwaamen Rotterdam 1765 Asher Antiquair Rare Books IJmuiden
- VOC Honcoop comptoir almanach Wed.C.Stichter Amsterdam 1770 Indiana University  Bloomington USA
- WIC almanach P. Schouten Amsterdam 1766 Hondius Auctions Deventer
- WIC almanach P. Schouten Amsterdam 1770 Hondius Auctions Deventer
- van Zwaamen almanach D.v.Zwaamen Rotterdam 1770 Brabants Historisch Informatie Centrum
- Dordrechts almanach J.van Braam Dordrecht 1774 Koninklijke Bibliotheek Den Haag
- Nieuwe Enkhuyser almanach Wed. J. Maagh Alkmaar 1776 Regionaal Archief Alkmaar
- Maan-Almanach Erve Hulkenroy/J.Met Haarlem 1777 Veilinghuis Bubb Kuyper Haarlem
- Loppersummer almanach J. Camping Groningen 1779
- VOC almanach Wed.C.Stichter Amsterdam 1785 Veilinghuis Bubb Kuyper Haarlem

## Tentoonstellingen
- Almanakken en Kalenders 2000 Koninklijke Bibliotheek Den Haag
- Almanakken en bijzondere prenten 2009 Regionaal Archief Alkmaar

- Library of Congress Control Number: no2019048341
- Nederlandse Thesaurus van Auteursnamen: 125146191
- Virtual International Authority File: 284946099